# 黎福
黎福（1435年—1501年），字天興，江西饒州府樂平縣人，明朝政治人物。

## 生平
江西鄉試第八名舉人，年三十二歲中式成化二年（1466年）丙戌科會試第一百八十五名，第三甲第一百零九名進士。授监察御史，巡按真定、四川，出知镇江府，以忤汪直被逮，後释放，改知襄阳府，又改知宁国，弘治元年（1488年）三月官雲南布政司左參政，四年（1491年）五月升廣西右布政使，八年五月转广东左布政使，九年十月召为都察院右副都御史、抚治郧阳。十二年九月徵拜南京兵部右侍郎，三月以疾不良于行，十三年五月诏许致仕，乘驿以归。弘治十四年卒于家，享年六十七。

## 家族
曾祖黎偉德，祖黎仕雅，父黎憲常，母胡氏，具庆下。